# Нобелевские лауреаты из Испании
Но́белевская пре́мия (швед. Nobelpriset, англ. Nobel Prize) — престижная международная премия, ежегодно присуждаемая людям за выдающиеся научные исследования, революционные изобретения или крупный вклад в культуру, или развитие общества в областях химии, физики, физиологии и медицины, экономики, литературы и мира. Каждый нобелевский лауреат получает золотую медаль, диплом и денежную сумму, ежегодно определяемую Фондом Альфреда Нобеля. Премия впервые была учреждена в 1901 году, и по состоянию на 2024 год Нобелевскую премию получили 8 подданных Королевства Испания: шесть премий по литературе и две по физиологии и медицине.
Нобелевские премии присуждают четыре учреждения: Шведская королевская академия наук (химия, физика и экономика), Шведская академия (литература), Нобелевская ассамблея Королевского института (физиология и медицина) и Норвежский Нобелевский комитет (премия мира). Каждый год соответствующие Нобелевские комитеты рассылают индивидуальные приглашения тысячам учёных, академиков и профессоров университетов из разных стран с просьбой выдвинуть кандидатов на получение Нобелевских премий на следующий год. Кандидаты отбираются таким образом, чтобы в числе номинантов было представлено как можно больше стран и университетов. Нобелевские премии, за исключением премии мира, вручаются в Стокгольме (Швеция) на ежегодной церемонии вручения премий в годовщину смерти Нобеля — 10 декабря. Церемония вручения премий в Швеции проходит в Стокгольмском концертном зале, а сразу после неё в Стокгольмской ратуше проводят Нобелевский банкет. Ранее церемония вручения Нобелевской премии мира проводилась в Норвежском Нобелевском институте (1905—1946) и в актовом зале университета города Осло (1947—1989), а с 1990 года по настоящее время проводится в столичной городской ратуше. Кульминацией церемонии вручения Нобелевской премии в Стокгольме становится момент, когда каждый лауреат выходит вперёд и получает премию из рук короля Швеции. В Осло председатель Норвежского Нобелевского комитета вручает Нобелевскую премию мира в присутствии короля Норвегии и норвежской королевской семьи.
Список лауреатов из Испании составлен по материалам официальных документов Нобелевского комитета, а в качестве национального рассматривается во многих испанских источниках. В список включены лауреаты, которые на момент вручения премии имели подданство Королевства Испания. Двое подданных, а именно Хуан Рамон Хименес Мантекон и Северо Очоа де Альборнос, являются уроженцами Испании, но получили свои премии, работая в заграничных учреждениях.

## Лауреаты

### Работающие (работавшие) на родине
| № | Год  | Портрет                      | Лауреат | Область               | Обоснование награды | Примечание                                  | Ист.   |
| - | ---- | ---------------------------- | --- | --------------------- | --- | ------------------------------------------- | ------ |
| 1 | 1904 | Хосе Эчегарай-и-Эйсагирре    | Хосе Мария Вальдо Эчегарай-и-Эйсагирре (1832—1916) исп. José María Waldo Echegaray y Eizaguirre                  | Литература            | В знак признания многочисленных и блестящих произведений, которые в индивидуальной и оригинальной манере возродили великие традиции испанской драмы Оригинальный текст (англ.)In recognition of the numerous and brilliant compositions which, in an individual and original manner, have revived the great traditions of the Spanish drama | Премия разделена с Фредериком Мистралем     | [ 12 ] |
| 2 | 1906 | Сантьяго Рамон-и-Кахаль      | Сантьяго Рамон-и-Кахаль (1852—1934) исп. Santiago Ramón y Cajal                                                  | Физиология и медицина | В знак признания трудов о строении нервной системы Оригинальный текст (англ.)In recognition of their work on the structure of the nervous system | Премия получена совместно с Камилло Гольджи | [ 13 ] |
| 3 | 1922 | Хасинто Бенавенте-и-Мартинес | Хасинто Бенавенте-и-Мартинес (1866—1954) исп. Jacinto Benavente y Martínez                                       | Литература            | За блестящее мастерство, с которым он продолжил славные традиции испанской драмы Оригинальный текст (англ.)For the happy manner in which he has continued the illustrious traditions of the Spanish drama | —                                           | [ 14 ] |
| 4 | 1977 | Висенте Алейсандре           | Висенте Пио Марселино Сирило Алейсандре-и-Мерло (1898—1984) исп. Vicente Pío Marcelino Cirilo Aleixandre y Merlo | Литература            | За выдающееся поэтическое творчество, которое отражает положение человека в космосе и современном обществе и в то же время представляет собой величественное свидетельство возрождения традиций испанской поэзии в период между мировыми войнами Оригинальный текст (англ.)For a creative poetic writing which illuminates man's condition in the cosmos and in present-day society, at the same time representing the great renewal of the traditions of Spanish poetry between the wars | —                                           | [ 15 ] |
| 5 | 1989 | Камило Хосе Села и Трулок    | Камило Хосе Села-и-Трулок (1916—2002) исп. Camilo José Cela y Trulock                                            | Литература            | За выразительную и мощную прозу, которая сочувственно и трогательно описывает человеческие слабости Оригинальный текст (англ.)For a rich and intensive prose, which with restrained compassion forms a challenging vision of man's vulnerability | [ ~ 1 ]                                     | [ 18 ] |

### Работающие (работавшие) за границей
| № | Год  | Портрет                     | Лауреат                                                                  | Область               | Обоснование награды | Примечание                                     | Ист.   |
| - | ---- | --------------------------- | ------------------------------------------------------------------------ | --------------------- | --- | ---------------------------------------------- | ------ |
| 1 | 1956 | Хуан Рамон Хименес Мантекон | Хуан Рамон Хименес Мантекон (1881—1958) исп. Juan Ramón Jiménez Mantecón | Литература            | За лирическую поэзию, образец высокого духа и художественной чистоты в испанской поэзии Оригинальный текст (англ.)For his lyrical poetry, which in Spanish language constitutes an example of high spirit and artistical purity         | [ ~ 2 ]                                        | [ 10 ] |
| 2 | 1959 | Северо Очоа де Альборнос    | Северо Очоа де Альборнос (1905—1993) исп. Severo Ochoa de Albornoz       | Физиология и медицина | За открытие механизмов биологического синтеза рибонуклеиновой и дезоксирибонуклеиновой кислот Оригинальный текст (англ.)for their discovery of the mechanisms in the biological synthesis of ribonucleic acid and deoxyribonucleic acid | Премия получена совместно с Артуром Корнбергом | [ 11 ] |

### Уроженцы других стран, работающие (работавшие) в Испании
| № | Год  | Портрет                        | Лауреат                                                                        | Область    | Обоснование награды | Примечание | Ист.   |
| - | ---- | ------------------------------ | ------------------------------------------------------------------------------ | ---------- | --- | ---------- | ------ |
| 1 | 2010 | Хорхе Марио Педро Варгас Льоса | Хорхе Марио Педро Варгас Льоса (1936—2025) исп. Jorge Mario Pedro Vargas Llosa | Литература | За картографию структуры власти и яркие образы сопротивления, восстания и поражения индивида Оригинальный текст (англ.)For his cartography of structures of power and his trenchant images of the individual's resistance, revolt, and defeat | [ ~ 4 ]    | [ 24 ] |